# 黃海岱
黃海岱（台灣話: N̂g Hái-tāi，1901年1月2日—2007年2月11日），雲林西螺人，知名布袋戲操偶藝師及著名布袋戲劇團「五洲園」的創始人，在台灣布袋戲界被尊稱為「通天教主」。

## 生平
黃海岱出生於日治時期臺中縣西螺堡（今雲林縣西螺鎮），父黃馬，母程扁。11歲起，由父親送至學堂讀漢學，建立起文學、音樂的基礎。1915年進入父親黃馬的「錦春園」布袋戲班，與弟弟程晟（隨母姓）跟隨父親學習布袋戲，18歲時黃海岱已可獨當一面。1926年娶妻鍾罔市，翌年得子黃俊卿。
1930年因戲班之名「錦春」（kím-tshun）與「揀賰」（kíng-tshun；臺語「撿剩的」之意）諧音而時遭揶揄，遂改名為「五州園」，因當時台灣設五州三廳，有聞名全台的涵義。其後又改為「五洲園」，有聞名世界五大洲之意。1937年執行「禁鼓樂」（不准用鑼鼓音樂）令，且需有許可證方可演出。由於申請困難，所以黃海岱歸鄉偷偷演出布袋戲以維持生計。
1942年在日本當局認可下成立「五洲園人形戲團」，成為日治時期少數的布袋戲團之一。二次大戰時，為配合日本政府推行的皇民化運動，黃海岱也不得不演出日本宣傳劇。直到1945年戰後，五洲園漸漸成為台灣頗具勢力的布袋戲團。1960年代初期，黃海岱開始交棒給長子黃俊卿與次子黃俊雄。
1998年黃海岱榮獲教育部民族藝術藝師，成為全國最高齡的布袋戲宗師。1999年更獲得全球中華文藝藝術薪傳獎、終身奉獻獎。2000年獲頒行政院文化獎，2002年獲國家文藝獎，同年國立台北藝術大學頒發名譽博士學位給黃海岱。2006年獲選為探索頻道《台灣人物誌2》的六名主角之一。2007年雲林縣議會決議將黃海岱的生日1月2日定為「雲林布袋戲日」。
黃海岱於2007年1月16日因感冒住院，其後併發肺積水造成呼吸衰竭，2月1日進入加護病房。但因藥石罔效，遂遵照民間習俗於2月10日晚上11時30分送返家中，彌留至翌日凌晨0時15分過世，享嵩壽106歲。其告別式於3月10日雲林縣國立虎尾科技大學體育館舉行，公祭當天同時舉辦追悼會，總統陳水扁特別頒發「褒揚令」，各界代表亦以覆蓋國旗儀式，表揚黃海岱對臺灣布袋戲的貢獻。

## 家族
黃海岱育有八子四女，較出名的有長子黃俊卿和次子黃俊雄。其中黃俊雄於1970年將率領的「真五洲劇團」的內台戲雲洲大儒俠首度於台灣的無線電視台演出，造成當時全台轟動；黃俊雄的妻子西卿則是唱紅許多布袋戲主題曲的歌手。而在第三代黃家子孫中，黃強華、黃文擇、黃文耀以及黃立綱等也各以「霹靂布袋戲」、「天宇布袋戲」、「金光布袋戲」系列聞名於布袋戲界。

## 相關論著
- 《雲林縣布袋戲發展史暨布袋戲宗師黃海岱傳奇》作者：陳木杉 台灣學生書局 2000年
- 《黃海岱及其布袋戲劇本研究》作者：張溪南 台灣學生書局 2004年
- 《真情活歷史：布袋戲王黃海岱》作者：邱坤良 印刻出版社 2007年
- 《掌上風雲一世紀：黃海岱的布袋戲生涯》作者：黃俊雄等 印刻出版社 2007年

## 外部連結
- 掌中文化-黃海岱專區
- 國立傳統藝術中心-大師回顧
- 黃海岱 Huang Hai Dai (1901-2007)的Facebook專頁
- 黃海岱在互联网电影资料库（IMDb）上的資料（英文）